# Володимирський проїзд
Волод́имирський прої́зд — вулиця в Шевченківському районі міста Києва, місцевість Старий Київ. Пролягає від Михайлівської площі до Софійської площі.
Прилучаються вулиці Мала Житомирська та Алли Тарасової.

## Історія
Проїзд виник у 1854–1857 роках під час зведення будинку губернських установ — «Присутствених місць», від яких і набув своєї первісної назви Присутствений проїзд. Під час нацистської окупації у 1942—1943 роках — Центральний проїзд. Сучасна назва — з 1955 року.

## Громадський транспорт
Маршрути тролейбусів (дані на 2015 рік)
№ 6: Мінський масив — Майдан Незалежності;
№ 16: Вул. Туполєва — Майдан Незалежності;
№ 18: Вул. Сошенка — Майдан Незалежності.
Маршрути автобусів (дані на 2015 рік)
№ 24: Софійська площа — Національний музей історії України у Другій світовій війні. (вихідні дні)

## Зображення

Вид на проїзд з Софійської площі
Вид з Михайлівської площі
Вид з Михайлівської площі
Бронзовий лев-водолій (копія оригіналу, якому понад 800 років, з Переяслава)
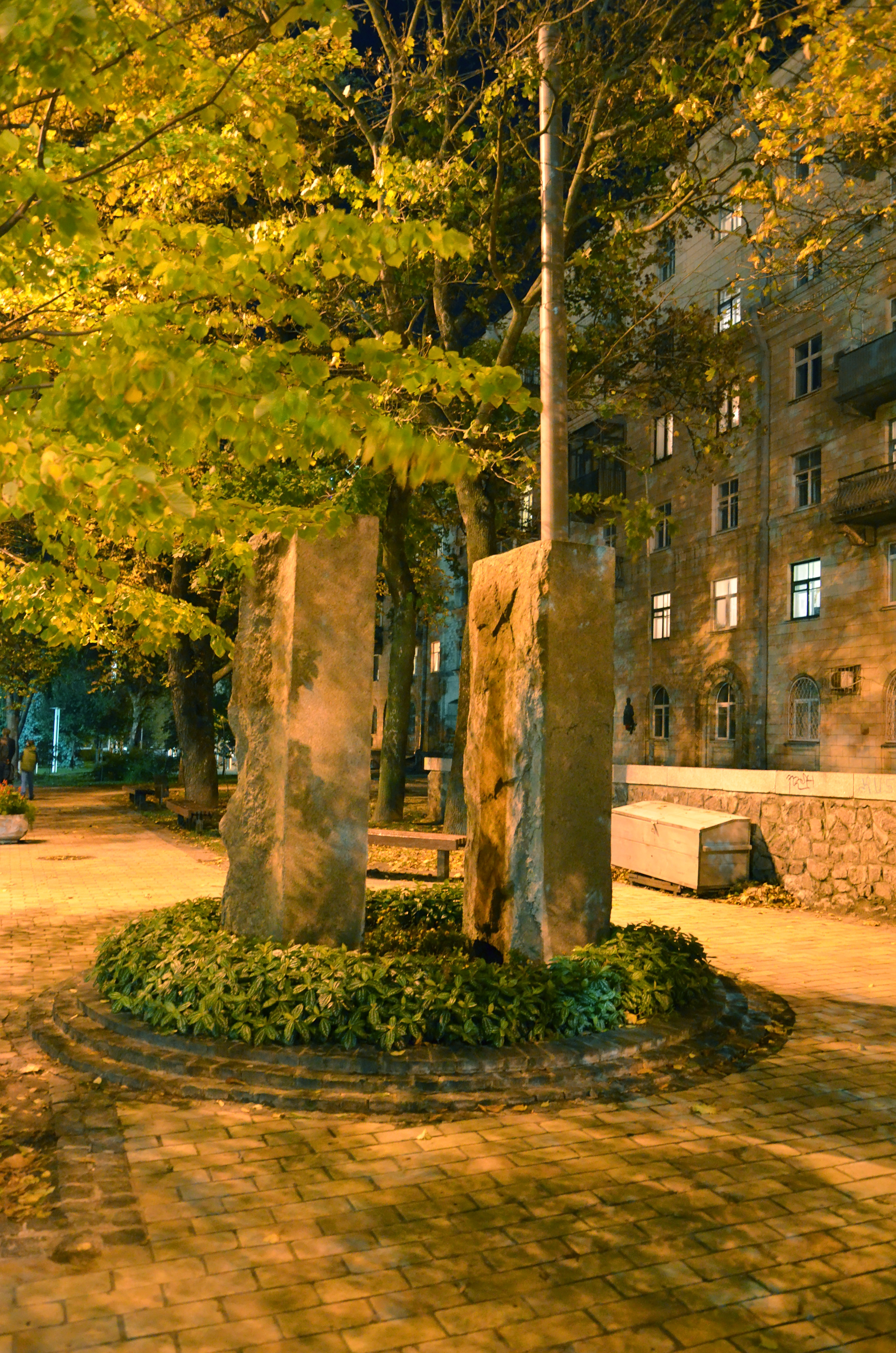
Залишки фонтану «Сонце»